# 米倉一平
米倉 一平（よねくら いっぺい、1831年2月21日（天保2年1月9日） - 1904年（明治37年）6月1日）は、幕末の勤皇論者。明治時代の米穀商、実業家。

## 生涯
1831年（天保2年）正月9日、豊後国日田郡陣屋廻村（現在の大分県日田市）の農家米倉市右衛門の9男として生まれる。幼名は永一。幼少より優秀であったと言う。1842年11歳で父を失い、11月日田豆田町の商家草野忠右衛門家で奉公する。23歳となる1854年まで12年にわたり同家の奉公を続け、商業の知識を得た。暇を乞い実家に戻り、朝から晩まで行商を行い、独立する機会を窺った。
長州征伐の際、西国郡代の窪田鎮勝が幕府軍を助けるために小倉に出張すると、米倉は命を受けて小倉に向かい兵糧炊き出しを掌った。農兵を郡代支配所に募ると、郡代は米倉を金米方頭取になるように命じた。だが幕府が衰退していることを察し、豊前国下毛郡の神職落合伊賀守や宮園村の庄屋朝吹泰蔵（実業家朝吹英二の父）などと共に勤王を唱えるようになった。有志を集めて密議をしているのが郡代にばれ、潜んでいたが慶応3年10月、長三洲の弟長春道と共に入獄の身となった。同年11月下旬には寺院預けの身となったため、日田大超寺の方丈や中村元雄と共に京都へ逃げて薩摩藩邸に身を寄せた。親交のあった西郷隆盛などと国事に奔走し、慶応4年の鳥羽・伏見の戦いでは功をあげた。
明治維新後、日田県知事松方正義の下で日田県殖産掛となったが、実業を学ぶため清国へ外遊し、薩摩の豪商高崎覚兵衛と共に製茶や材木を上海に輸出する貿易業を始めた。1871年、東京に出て、第五国立銀行取締役に就任する。1873年、日本橋区蛎殻町の西郷隆盛邸跡を譲り受け、米穀市場を開く。また西村勝三とはかり、銀座に勧工場を開いた。1874年、中外商行社が設立されると、社長となる。1876年、蠣殻町米商会所を設立し、頭取に旧薩摩藩士の川上助八郎、米倉は副頭取に就任し事実上の運営を行い、後に頭取となる。1883年、鎧河岸に存在した東京兜町米会所と合併し、東京米会所となる。1886年頭取を辞め、福島県耶麻郡蚕養村沼尻の硫黄山（沼尻鉱山）を開鑿し、1888年5月には埼玉県高麗郡広瀬（現在の狭山市）に生糸製造所やボール製造所を設け、輸出品の製造を行った。この縁で清水宗徳が運動していた川越鉄道に出資し、同鉄道会社の専務取締役に就任した。1893年3月取引所法の発布に伴い、東京米会所は東京米穀取引所に名称を変更した。米倉は初代米穀取引所理事長に就任した。ほかに東京火災保険会社協議員、商法会議所会員、深川区会議員、明治商業銀行取締役、日本運輸株式会社協議員などを務めた。通算15年にわたり米穀取引の発展に尽力した。明治37年6月1日死去。享年74歳。墓所は谷中霊園。死後の1908年9月には、東京米穀取引所と東京商品取引所が合併し、名称が東京米穀商品取引所となっている。

## 家族
- 妻 くら（大分県平民の上田吉文の娘）天保9年11月 -
  - 長男 秀三 明治5年5月生
  - 長男妻 ちよう（岡澤精子爵の長女）明治13年2月 -
  - 次男 定三 明治8年8月 -
  - 次男妻 千賀（埼玉県平民の齋藤蔵之介の五女）明治13年8月 -
  - 長女 やま（岡澤精長男の岡澤精一妻）明治11年10月 -
  - 次女 いち（東京府平民の金貸業浜野萬助妻）明治15年8月 -
  - 三男 吉次郎（東京府平民の伊藤荒吉の養子）明治21年3月 -
  - 三女 須賀（長松幹男爵妻）明治2年4月 -
  - 四男 松次郎 明治17年11月 -
  - 四女 とよ 明治26年2月 -
    - 孫 長一郎（1899年3月 - 1920年4月21日）早稲田大学学生の時、芝離宮裏の海でボート衝突事故に遭遇し死亡[4]。
    - 孫 松子 明治34年5月 -
    - 孫 米子 明治35年1月 - [5]